# هنری هالک
هنری هالک (انگلیسی: Henry Halleck؛ ۱۶ ژانویهٔ ۱۸۱۵ – ۹ ژانویهٔ ۱۸۷۲) یک فرد نظامی اهل ایالات متحده آمریکا بود. هالک سومین فرزند از چهارده فرزند پدرش جوزف هالک بود که در یک مزرعه در وسترن‌ویل نیویورک به دنیا آمد.